# Гренквист, Фёдор Иванович
Фёдор Иванович Гренквист (Фридрих/Фредрик Леопольд Гренквист; фин. Fredrik Leopold Grenqvist; швед. Fredrik Leopold Grenqvist; 9 декабря 1821, Кексгольм — 17 марта 1902, там же) — русский финляндский военачальник, генерал от инфантерии (1886).

## Биография
Родился в 1821 году в Кексгольме (ранее носил название Корела, ныне — город Приозёрск Ленинградской области). Выходец из финских шведов, лютеранин по вероисповеданию, сын судьи. В 1836 году поступил в Финляндский кадетский корпус, который окончил в 1843 году первым в выпуске и был зачислен поручиком в Лейб-гвардии Литовский полк. Штабс-капитан (1852), капитан (1854). В ходе Крымской войны находился в войсках, задействованных в обороне от англо-французского флота побережий Финского залива. 
В 1859 году перешёл в Лейб-гвардии Волынский полк. В 1860 году был произведён в полковники (в гвардейских полках по штату обычно числилось несколько полковников). Вскоре после этого ему было поручено формирование нового, 130-го по счёту российского армейского пехотного полка. В 1863 году формирование полка было завершено, он получил наименование 130-го Херсонского, а Гренквист стал его первым полковым  командиром (1863—1871). Во главе полка принимал участие в подавлении Польского восстания.
В 1871 году Гренквист был произведён в генерал-майоры. В 1873 году стал командиром 2-й бригады 26-й пехотной дивизии, а в 1874 году — командиром 2-й бригады 16-й пехотной дивизии. Во главе бригады принимал участие в Русско-турецкой войне 1877-1878 годов, после окончания которой был назначен комендантом Бендерской крепости.
В 1879 году Гренквист, находясь в той же должности был повышен до генерал-лейтенанта. В 1886 году вышел в отставку с производством в чин генерала от инфантерии, после чего вернулся на родину в город Кексгольм.
Был женат дважды. Первым браком (с 1849 года) на Аделаиде Эмилии Авенариус, вторым (с 1870 года) — на Эмилии Карловне Феррейн (1839—1874), сестре купца 1-й гильдии, фармацевта и аптекаря Владимира Карловича Феррейна. 
Скончался в 1902 году в Кексгольме.